# Belgen in Nederland
Per 1 januari 2019 woonden er 119.769 Belgen in Nederland, waarvan 46.951 van de eerste generatie en 72.818 van de tweede generatie.
Deze groep wordt ook wel bestempelt met Nederbelg. Omdat deze term nu voornamelijk voor Nederlanders in België gebruikt wordt, gebruikt men in beperkte mate ook de alternatieve term; Belgelander.

## Migratieredenen
Nederland en België delen een lange grens. Deze volgt bovendien grotendeels geen natuurlijke of taalkundige grens, maar loopt in tegendeel soms zelfs door dorpen. Er is dus veel grensoverschrijdend contact. Het gebeurt vaak dat Nederlanders en Belgen een relatie aangaan. Als zij gaan samenwonen, vestigen ze zich meestal in België - zie Nederlanders in België. Soms kiezen ze echter ook voor Nederland. Daarnaast vestigen ook veel Belgen zich als student, of om werkredenen in Nederland.
De grootste beweging van Belgen naar Nederland vond plaats tijdens de Eerste Wereldoorlog. Na de val van Antwerpen vluchtten meer dan 900.000 Vlamingen over de grens. Meer dan de helft van hen bleef na de oorlog. Hun nakomelingen vormen een groot deel van de tweede generatie Belgen in Nederland.

## Demografie

### Algemeen
In 2007 waren er 36.000 eerste-generatie Belgen in Nederland. Zij vormden een vrij stabiele groep. Tussen 1991 en 2006 was hun aantal slechts met 3000 toegenomen. (In dezelfde periode verdubbelde het aantal Nederlanders in België bijna.) Daarnaast waren er ook 76.000 tweede-generatie Belgen in Nederland. De meeste Belgen in Nederland woonden daar al langere tijd: de helft meer dan achttien jaar, slechts een vijfde minder dan vijf jaar. Ze maken ook vaker dan autochtone Nederlanders deel uit van een relatie. Bij hen is slechts een op de vijf alleenstaand. Bij Nederlanders is dit een op de drie.

### Geslacht
Vrouwen zijn bij de Belgen in Nederland in alle leeftijdscategorieën oververtegenwoordigd. In totaal is 58% van de Belgen in Nederland een vrouw. Dit heeft wellicht te maken met de hogere levensverwachting bij vrouwen en met het feit dat in gemengde huwelijken meestal de vrouw bij de man gaat wonen. In 2006 was in twee derde van de gemengde, Belgisch-Nederlandse relaties de vrouw een Belgische.

### Geografische spreiding

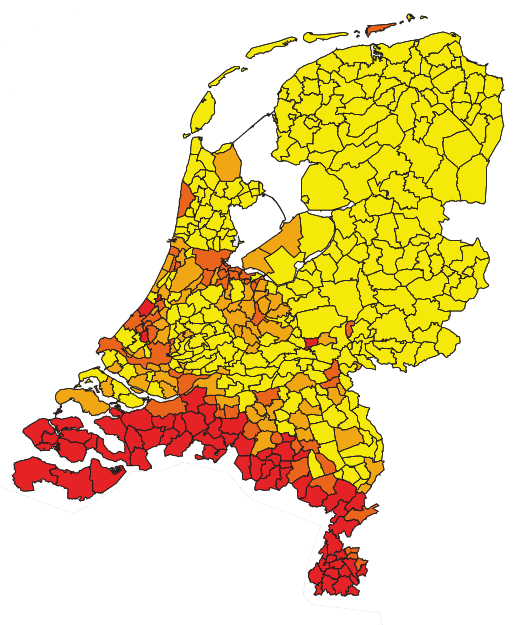
Kaart van de concentratieindex van Belgen in Nederland. De concentratieindex is de verhouding van het percentage Belgen in een gemeente tegenover het percentage Belgen in heel Nederland.

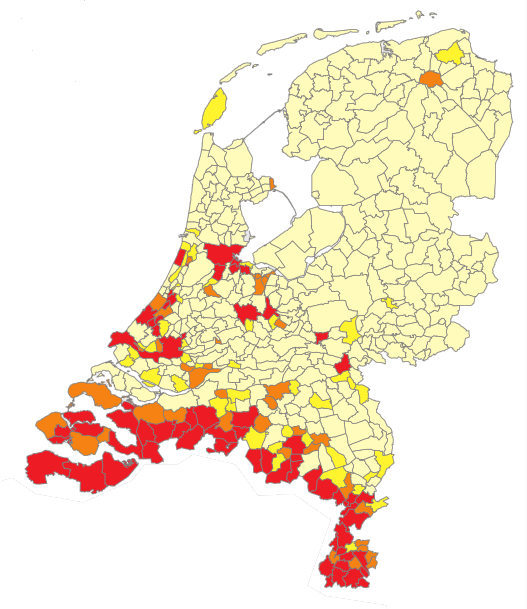
Concentratieindex alleenstaande Belgen in Nederland.

De Belgen in Nederland zijn voornamelijk in de grensstreek geconcentreerd. Enkele gemeenten aan de grens hebben dan ook een zeer hoge concentratie Belgen. In Woensdrecht en Terneuzen wonen twintig keer meer Belgen dan gemiddeld, in Baarle-Nassau, Hulst en Sluis zelfs dertig keer meer. (Baarle-Hertog, het Belgische deel van het dorp Baarle, is tevens de Belgische gemeente met de hoogste concentratie Nederlanders.)
Verder van de grens zijn er grotere concentraties Belgen in Wassenaar (2x gemiddeld) en Oegstgeest (1,5x gemiddeld). Dit heeft wellicht te maken met de korte afstand tot Den Haag en de aanwezigheid van veel internationale organisaties en bedrijven. Daarnaast zijn er ook veel Belgen in de grote steden en kleinere steden met een universiteit.
Kijkt men enkel naar de alleenstaanden, verschuift de concentratie zich verder van de grens. In Delft wonen vier keer zoveel alleenstaande Belgen als gemiddeld; in Leiden drie keer zoveel en in Wageningen 2,5 keer zoveel.

### Herkomst in België
Belgische migranten in Nederland zijn bijna uitsluitend Vlamingen. Twintig procent komt uit het arrondissement Antwerpen. Daarna komen telkens tussen de zeven en acht procent uit de arrondissementen Sint-Niklaas, Turnhout, Gent en Maaseik. Veel Belgen in Nederland zijn ook uit Brussel en de omliggende gemeenten afkomstig. Deze komen dan vooral uit het, vergeleken met het oosten en zuiden, minder welvarende westen.